# 第5回ゴールデングローブ賞
第5回ゴールデングローブ賞

1948年3月10日
作品賞: 

紳士協定
第5回ゴールデングローブ賞（だい5かいゴールデングローブしょう）は、1947年の映画を対象としており、1948年3月10日にカリフォルニア州ロサンゼルスハリウッドのルーズベルト・ホテルで授賞式が行われた。
作品賞は『紳士協定』が受賞した。

## 受賞
- 作品賞:
  - 『紳士協定』

- 男優賞:
  - ロナルド・コールマン - 『二重生活』

- 女優賞:
  - ロザリンド・ラッセル - Mourning Becomes Electra

- 監督賞:
  - エリア・カザン - 『紳士協定』

- 脚本賞:
  - 『三十四丁目の奇蹟』 - ジョージ・シートン

- 音楽賞:
  - 『ライフ・ウィズ・ファーザー（英語版）』 - マックス・スタイナー

- 特別賞:
  - ウォルト・ディズニー

- 助演男優賞:
  - エドマンド・グウェン - 『三十四丁目の奇蹟』

- 助演女優賞:
  - セレステ・ホルム - 『紳士協定』

- 撮影賞:
  - 『黒水仙』 - ジャック・カーディフ

- 新人男優賞:
  - リチャード・ウィドマーク - 『死の接吻』

- 新人女優賞:
  - ロイス・マクスウェル - That Hagen Girl

- 特別子役賞
  - ディーン・ストックウェル - 『紳士協定』